# Yoko Takahashi
Yoko Takahashi (高橋洋子 Takahashi Youko, nascida em 28 de agosto de 1966) é uma cantora e compositora japonesa, nascida em Tóquio, no Japão.
Tornou-se conhecida por cantar o tema de abertura do anime Neon Genesis Evangelion, intitulado "Zankoku na Tenshi no Thesis" (残酷な天使のテーゼ A tese do anjo cruel),  bem como o tema de encerramento do filme Evangelion: Death and Rebirth, Tamashii no Refrain (魂のルフラン Refrão da alma).
Outros singles de destaque incluem:
- "Friends", tema de encerramento do anime Ranma 1/2, sob o pseudônimo YAWMIN.
- "I Miss You, Mou Ichido Aitakute" e "Blue no Tsubasa", singles que não foram utilizados como temas de animes, mas tiveram boas performances no ranking do Oricon.
- "Metamorphose", "WING", "Yoake Umarekuru Shoujo", "Aoki Flamme", "Kizu Darake no Yume" e "Shinjitsu no Mokushiroku", temas dos animes Kono Minikuku mo Utsukushii Sekai, Oh My Goddess!, Shakugan no Shana, Pumpkin Scissors, Cobra The Animation e Cross Ange, respectivamente.

Em 1992, foi indicada a Melhor Artista Revelação no Japan Record Awards.
Venceu o Heisei Anisong Grand Prix (1989-1999) na categoria Melhor Performance, pela música "Zankoku na Tenshi no Thesi" e na categoria Melhor Música de Filme, por "Tamashii no Refrain".
Em 2010, se apresentou no Brasil no evento CoFesta.

## Discografia

### Álbuns
|     | Lançamento | Álbum                                                          | Nº Catálogo | Gravadora            | Ranking Oricon |
| --- | ---------- | -------------------------------------------------------------- | ----------- | -------------------- | -------------- |
| 1º  | 21/10/1992 | Pizzicato                                                      | KTCR-1190   | Kitty Records        | 75º            |
| 2º  | 25/08/1993 | Kugatsu no Sotsugyou                                           | KTCR-1240   | Kitty Records        | 85º            |
| 3º  | 26/11/1994 | Watashi wo Mitsukete                                           | KTCR-1289   | Kitty Records        | ※              |
| ※   | 25/01/1996 | BEST PIECES                                                    | KTCR-1359   | Kitty Records        | 65º            |
| 4º  | 25/10/1996 | Living with joy                                                | KTCR-1401   | Kitty Records        | ※              |
| 5º  | 06/11/1997 | Refrain ~The songs were inspired by "Evangelion"~              | KICA-378    | Starchild            | 6º             |
| 6º  | 06/11/1997 | Li-La                                                          | KTCR-1454   | Kitty Records        | 10º            |
| ※   | 24/02/1999 | BEST PIECES II                                                 | KTCR-1626   | Kitty Records        | ※              |
| 7º  | 17/03/1999 | HARMONIUM                                                      | POCH-1770   | Polydor Records      | ※              |
| 8º  | 02/10/2001 | AÜM                                                            | DIVA-0001   | Casta Diva           | ※              |
| ※   | 19/12/2001 | Super Value                                                    | UMCK-8005   | Kitty Records        | ※              |
| 9º  | 23/05/2003 | L'ange de metamorphose                                         | BRCF-3003   | Broccoli             | ※              |
| ※   | 25/02/2004 | Golden☆Best                                                    | UICZ-6055   | Universal Music      | ※              |
| 10º | 07/12/2005 | Sore wa Toki ni Anata wo Hagemashi, Toki ni Sasae to Naru Mono | GNCA-1058   | Geneon Entertainment | 90º            |
| ※   | 17/01/2007 | Best 10                                                        | UPCY-9080   | Universal Music      | ※              |
| ※   | 19/12/2007 | Essential Best                                                 | UPCY-9143   | Universal Music      | ※              |
| ※   | ??/??/2008 | Best Selection                                                 | TRUE-1004   | Universal Music      | ※              |
| ※   | 23/06/2010 | 20th Century Boys&Girls                                        | KICS-1549   | Starchild            | 152º           |
| ※   | 05/12/2012 | Golden☆Best (Special Price)                                    | UPCY-9287   | Universal Music      | ※              |
| ※   | 08/08/2013 | Uchuu no Uta                                                   | TYFM-0001   | Atomic Monkey        | ※              |
| ※   | 02/10/2013 | Li-La+3                                                        | UPCY-6765   | Universal Music      | ※              |
| ※   | 22/04/2015 | 20th Century Boys&Girls II                                     | KICS-3187   | Starchild            |                |
| ※   | 20/11/2015 | Koi ni Samusa wo Wasure                                        | MGR-0124    | Moga Records         |                |
| ※   | 22/03/2017 | YOKO SINGS FOREVER                                             | UPCY-7259   | Universal Music      |                |